# Kartverkskoordinatsystemet
Kartverkskoordinatsystemet (KKS; finska: Kartastokoordinaattijärjestelmä, KKJ) var Finlands officiella koordinatsystem från 1970 till början av 2000-talet. Koordinatsystemet var tvådimensionellt och byggde på Hayford-ellipsoiden.
Koordinater i Finland angivna enligt KKS skiljer sig från dem i det i GPS använda WGS84 upp till ca 70 m i nord-sydlig riktning och upp till ca 200 m i ost-västlig riktning. Detta är väsentligt framförallt vad gäller äldre sjökort, om de används tillsammans med GPS. Äldre sjökort kan lida också av betydligt större fel, då de kan bygga på en kartbotten som ritats utan möjlighet att fastställa noggrann position.
I sjökort utgivna sedan 2003 används inte längre KKS, liksom inte i grundkartor utgivna sedan 2005. De nyare sjökorten använder andra färger och symboler (INT-systemet) och också de nya grundkartorna är annorlunda, så det är lätt att se om man har att göra med de ny koordinaterna enligt ETRS89/EUREF-FIN. Det nya systemet sammanfaller med för navigering tillräcklig noggrannhet med WGS84.